# Mighty B! Hier kommt Bessie
Mighty B! Hier kommt Bessie (engl. The Mighty B!, Alternativtitel Mighty B) ist eine US-amerikanische Zeichentrickserie aus dem Jahr 2008, die von Amy Poehler, Cynthia True und Erik Wiese erdacht wurde. Teile des Produktionsteams arbeiteten auch an den Zeichentrickserien Ren und Stimpy und SpongeBob Schwammkopf mit.
Die Serie handelt von dem Mädchen Bessie Higgenbottom, die sich das Ziel gesetzt hat alle Abzeichen der Pfadfinderorganisation „Honigbienen“ zu verdienen. Wenn sie alle Abzeichen besitzt, wird sie zur „Mighty Bee“ (zu deutsch Mächtige Biene) gekürt.

## Charaktere

### Hauptcharaktere
- Bessie Kajolica Higgenbottom ist die neunjährige, ehrgeizige Protagonistin. Man würde Bessie im Volksmund eine Streberin nennen, denn sie freut sich in der Schule auf Hausaufgaben und Klassenarbeiten. Sie ist mit Herz und Seele Mitglied einer Pfadfinder Gruppe, den Honigbienen. Abzeichen zu sammeln ist ihre größte Leidenschaft und sie hat es zu ihrer Bestimmung gemacht alle möglichen Abzeichen zu erarbeiten und dadurch zur ultimative Mighty Bee zu werden. Als ständigen Begleiter hat sie die imaginäre Figur „Finger“, welche auf ihren Zeigefinger im Aussehen eines Smiley gezeichnet ist. Sie führt öfter Unterhaltungen mit Finger, der ihr bei schwierigen Situationen oder Fragen zur Seite steht.
- Happy Walter Higgenbottom ist Bessies Hund. Anfangs war Happy ein streunender Hund, bis Bessie ihn fand. Er besitzt menschliche Züge und kann tanzen, er frisst sowohl Hundefutter als auch menschliche Nahrung. Er ist ein Mitglied des „Speck-des-Monats-Club“.
- Benjamin „Ben“ Higgenbottom ist Bessies sechs Jahre alter Bruder. Er hilft Bessie oft bei ihren Problemen und ist schüchtern, er verkleidet sich auch als Krankenschwester.
- Hilary Higgenbottom ist die alleinerziehende Mutter von Bessie und Benjamin. Sie betreibt ein Café und besitzt ein positives Karma, sie ist leicht zu überzeugen.
- Finger ist Bessies linker Zeigefinger und zugleich ihr Fantasiefreund. Jeden Morgen zeichnet Bessie ihm ein fröhliches Gesicht und abends ein schlafendes Gesicht, sie spricht oft mit ihm.

### Nebencharaktere
- Penny Lefcowitz ist Bessies asthmatische, ungeschickte, teilweise auch müde, beste Freundin. Sie ist auch befreundet mit Portia und Gwen und hilfsbereit.
- Mary Frances Gibbons ist die Gruppenleiterin der Honigbienen und die Mutter von Portia. Sie wurde zur Gruppenleiterin, weil sie ein gutes Verhältnis zu Kindern pflegt.
- Portia Gibbons ist die eitle Feindin von Bessie, die erwartet wie eine Berühmtheit behandelt zu werden. Ihr Haustier ist ein Chihuahua. Sie verhöhnt Bessie und gibt ihr den Namen „Messy Stinkinbottom“.
- Gwen ist die clevere Freundin von Portia. Ihr Interessensgebiet liegt bei Musik und Mode.
- Rocky Rhodos ist ein dreizehn Jahre alter Skateboarder und arbeitet als Kellner in Hilary's Café. Portia ist in ihn verliebt und er spielt in einer Rockband mit.
- Anton St. Germain ist der Richter der Stadt. Er ist ein Freund von Mary Franciss Gibbons und reich.
- Mr. Wu ist der Inhaber des China-Restaurants „Mr. Wu's“. Seine Stammkunden sind die Higgenbottoms.
- The Hippie ist ein namenloser Hippie und Freund von Bessie. Wenn er nicht mit seinen Hobbys Wandbilder malen, reiten oder Einradfahren beschäftigt ist, betreibt er seinen Bauernladen.
- Millie ist eine Pfadfinderin der Honigbienen. Sie spricht langsam und besitzt eine Schildkröte namens Chester Turtleton. Sie leidet unter Hypoglykämie.

## Episodenliste
Die Liste beinhaltet alle bisher ausgestrahlten Episoden der Zeichentrickserie Mighty B. Die Episoden wurden in den USA von Nickelodeon, in Deutschland von Nicktoons Deutschland und Nickelodeon Deutschland gesendet.
| #  | US-TV-Premiere     | D-TV-Premiere    | Titel / Originaltitel                                              |
| -- | ------------------ | ---------------- | ------------------------------------------------------------------ |
| 1  | 26. April 2008     | 24. Januar 2009  | Auf den Hund gekommen / So Happy Together                          |
| 1  | 26. April 2008     | 24. Januar 2009  | Dreikäsehoch / Sweet Sixteenth                                     |
| 2  | 27. April 2008     | 24. Januar 2009  | Ein Baby auf der Flucht / Bee My Baby                              |
| 2  | 27. April 2008     | 24. Januar 2009  | Bessie allein im Wald / Bee Afraid                                 |
| 3  | 3. Mai 2008        | 24. Januar 2009  | Künstliche Uninteligenz / Artificial Unintelligence                |
| 3  | 3. Mai 2008        | 24. Januar 2009  | Die perfekten pickelfreien Prinzessinnen / We Got The Bee          |
| 4  | 10. Mai 2008       | 24. Januar 2009  | Happys Mama / An I See Bee                                         |
| 4  | 10. Mai 2008       | 24. Januar 2009  | Wo gehts zum Klo? / Woodward and Beesting                          |
| 5  | 17. Mai 2008       | 29. Januar 2009  | Unerwünschte Gäste / Li'l Orphan Happy                             |
| 5  | 17. Mai 2008       | 29. Januar 2009  | Eine mächtige Schwachstelle / Body Rockers                         |
| 6  | 31. Mai 2008       | 30. Januar 2009  | Extrem spezielle Person / Bat Mitzvah Crashers                     |
| 6  | 31. Mai 2008       | 30. Januar 2009  | Die rasende Reporterin / Super Secret Weakness                     |
| 7  | 7. Juni 2008       | 2. Februar 2009  | Um den Finger gewickelt / Doppelfinger                             |
| 7  | 7. Juni 2008       | 2. Februar 2009  | Kleines Fräulein Bienchen / Little Woman                           |
| 8  | 23. Juni 2008      | 4. Februar 2009  | Die Azu-Biene / The Apprentice                                     |
| 8  | 24. Juni 2008      | 4. Februar 2009  | Happy zieht aus / Beenadict Arnold                                 |
| 9  | 25. Juni 2008      | 5. Februar 2009  | Besser als Bessie / Boston Beean                                   |
| 9  | 26. Juni 2008      | 5. Februar 2009  | Wo ist Joey? / Penny Hearts Joey                                   |
| 10 | 27. Juni 2008      | 6. Februar 2009  | Inspektor Bessie / Ten Little Honeybees                            |
| 10 | 8. September 2008  | 6. Februar 2009  | Nur ein kleiner Stich / Bee Patients                               |
| 11 | 9. September 2008  | 11. Februar 2009 | Happys Geheimnis / Night Howl                                      |
| 11 | 10. September 2008 | 11. Februar 2009 | Ta-da! / Hat Trick                                                 |
| 12 | 11. September 2008 | 11. Februar 2009 | Mach mich krank! / Apocalypse Now                                  |
| 12 | 12. September 2008 | 12. Februar 2009 | Fühlt euch wie Zuhause (aber benehmt euch nicht so!) / Hive Jacked |
| 13 | 25. Oktober 2008   | 16. Februar 2009 | Rein gar nicht naturrein / Something's Wrong With This Taffy       |
| 13 | 25. Oktober 2008   | 16. Februar 2009 | Kajolica / Name Shame                                              |
| 14 | 29. November 2008  | 6. März 2009     | Freies Knattern / Toot Toot!                                       |
| 14 | 29. November 2008  | 6. März 2009     | Der Videowettbewerb / To Bee or Not to Bee                         |
| 15 | 29. November 2008  | 17. Februar 2009 | Das Erntedankfest / Thanksgiving Beenactment                       |
| 15 | 5. Januar 2009     | 17. Februar 2009 | Bessie Brillenlos / Blindsided                                     |
| 16 | 6. Januar 2009     | 18. Februar 2009 | Hen und Bappy / Hen and Bappy                                      |
| 16 | 7. Januar 2009     | 18. Februar 2009 | Fragen sie Doktor Bessie / Ben Appetit                             |
| 17 | 8. Januar 2009     | 13. März 2009    | Spiel ohne Grenzen / Dang it Feels Good to Be a Gamester           |
| 17 | 9. Januar 2009     | 13. März 2009    | Pennys Talent / Eye of the Honeybee                                |

## Synchronisation
| Rolle                     | Englischer Sprecher | Deutscher Sprecher  |
| ------------------------- | ------------------- | ------------------- |
| Bessie Higgenbottom       | Amy Poehler         | Marie-Luise Schramm |
| Happy Walter Higgenbottom | Dee Bradley Baker   |                     |
| Benjamin Higgenbottom     | Andy Richter        | Dirk Petrick        |
| Hilary Higgenbottom       | Megan Cavanagh      | Cornelia Meinhardt  |
| Penny Lefcowitz           | Dannah Feinglass    |                     |
| Mary Frances Gibbons      | Sarah Thyre         |                     |
| Portia Gibbons            | Grey DeLisle        | Christin Marquitan  |
| Gwen                      | Jessica DiCicco     | Julia Stoepel       |
| Rocky Rhodes              | Kenan Thompson      | Julien Haggége      |
| Anton St. German          | Matt Besser         | Stefan Staudinger   |
| Mr. Wu                    | Keone Young         | Andreas Mannkopff   |
| The Hippie                | Matt Besser         |                     |
| Millie                    | Grey DeLisle        | Daniela Reidies     |